# ميلادا هوراكوفا
ميلادا هوراكوفا ( 25 ديسمبر 1901 - 27 يونيو 1950 ) سياسية ومناضلة تشيكية، كانت ضحية إعدام ارتكبه الحزب الشيوعي الحاكم حينها في التشيك، وكانت التهم ضدها ملفقة بأسم التآمر والخيانة.

## النشأة
ولدت الدكتورة ميلادا في 25 ديسمبر 1901 في براغ . وعندنا كانت في سن ال 17، في العام الأخير من الحرب العالمية الأولى ، طردت من المدرسة للمشاركة في مظاهرة مناهضة للحرب. ومع ذلك أكملت تعليمها الثانوي في تشيكوسلوفاكيا التي شكلت حديثا، ودخلت لدراسة القانون في جامعة تشارلز في براغ ، وتخرجت في عام 1926 . من 1927 إلى 1940 كانت تعمل في إدارة الرعاية الاجتماعية في سلطة مدينة براغ. وبالإضافة إلى التركيز على قضايا العدالة الاجتماعية، أصبحت ميلادا هوراكوفا أيضا من المحاربين البارزين للمساواة في مركز المرأة. ثم في عام 1929 انضمت إلى الحزب الاشتراكي الوطني التشيكوسلوفاكي .
تزوجت هوراكوفا زوجها بوهوسلاف هوراك في عام 1927. وولدت ابنتهما، يانا، في عام 1933.

## مقاومة الإحتلال النازي
بعد الاحتلال الألماني النازي لتشيكوسلوفاكيا في عام 1939، أصبحت هوراكوفا نشطه في حركة المقاومة السرية جنبا إلى جنب مع زوجها، لكن تم القبض عليها واستجوابها من قبل الجستابو في عام 1940. وتم إرسالها إلى معسكر الاعتقال في تيريزين ثم إلى سجون مختلفة في ألمانيا. في صيف عام 1944، تم محاكمة ميلادا هوراكوفا في مدينة دريسدن الألمانية . وعلى الرغم من أن الادعاء طالب بعقوبة الإعدام، إلا أنه حكم عليها بالسجن لمدة 8 سنوات. وأطلق سراحها من الاحتجاز في بافاريا في نيسان / أبريل من عام 1945 عن طريق القوات الأمريكية في المراحل الأخيرة من الحرب العالمية الثانية .

## النشاط السياسي
عقب تحرير تشيكوسلوفاكيا في عام 1945، عادت هوراكوفا إلى براغ وانضمت إلى قيادة الحزب الاشتراكي الوطني التشيكوسلوفاكي الذي أعيد تشكيله، وأصبحت عضوا في الجمعية الوطنية المؤقتة. ثم في عام 1946، فازت بمقعد في الجمعية الوطنية المنتخبة تمثل منطقة بوديجوفيس في جنوب بوهيميا . وركزت أنشطتها السياسية مرة أخرى على دور المرأة في المجتمع وكذلك على المحافظة على المؤسسات الديمقراطية في تشيكوسلوفاكيا. بعد فترة قصيرة من الانقلاب الشيوعي في فبراير من عام 1948، استقالت من البرلمان احتجاجا على انقلاب الشيوعيين . وخلافا للعديد من شركائها السياسيين، اختارت هوراكوفا عدم مغادرة تشيكوسلوفاكيا، وظلت نشطة سياسيا في براغ. وفي 27 أيلول / سبتمبر 1949، ألقي القبض عليها واتهمت بأنها زعيمة مؤامرة مزعومة للإطاحة بالنظام الشيوعي .
واتهمت بتهمة التآمر لارتكاب الخيانة والتجسس بناءا على طلب من الولايات المتحدة وبريطانيا وفرنسا ويوغوسلافيا. وتضمن دليل على وجود مؤامرة مزعومة من هوراكوفا في اجتماع لشخصيات سياسية مناهضة للشيوعيين في سبتمبر عام 1948 . واتهمت أيضا باقامة اتصالات مع الشخصيات السياسية التشيكوسلوفاكية في المنفى .
بدأت محاكمة ميلادا هوراكوفا واثني عشر من زملائها في 31 مايو 1950. في محاكمة أستعراضية . وقد أشرف على ذلك مستشارون سوفيت ورافقتهم حملة عامة نظمتها السلطات الشيوعية طالبت فيها بإعدام المتهمين . وقد تم تنظيم إجراءات المحاكمة مع الاعترافات من المتهمين تحت الأكراه، على الرغم من تسجيل الحدث الذي اكتشف في عام 2005، كشف عن دفاع هوراكوفا الشجاع عن المثل السياسية لها.
وحكم على ميلادا هوراكوفا بالإعدام شنقا مع ثلاثة متهمين في 8 حزيران من عام 1950. وحاول العديد من الشخصيات البارزة في إسعطاف الحكومة الشيوعية للتراجع عن حكم الإعدام ضد ميلادا هوراكوفا وزملائها المتهمين، وكان من أبرز الشخصيات ألبرت أينشتاين ، وونستون تشرشل واليانور روزفلت وجان بول سارتر ، ولكن تم تأكيد الحكم وأعدمت شنقا في سجن بانكراك في براغ في 27 يونيو عام 1950 وهي في سن ال 48 عاما . وكانت كلماتها الأخيرة: «لقد فقدت هذه المعركة ولكني أرحل بشرف، وأنا أحب هذا البلد، وأنا أحب هذا الشعب، والسعي من أجل رفاهيتهم، وأرحل عن الحياة دون كراهية»

## إعادة الاعتبار لها
تم إلغاء الحكم الابتدائي في يونيو 1968 بعد إعدامها بثمانية عشر عاما، ولكن بسبب الاحتلال السوفياتي لتشيكوسلوفاكيا في تلك الفترة لم يتم إعادة اعتبار ميلادا هوراكوفا علنا، إلا بعد الثورة المخملية في عام 1989 عندما سقطت الشيوعية في تشيكوسلوفاكيا . وتم تغيير أحد الطرق الرئيسية في براغ بأسمها في عام 1990. وفي عام 1991 حصلت على التكريم على أنها من ضحايا النظام الشيوعي تشيكوسلوفاكيا.
وفي 11 سبتمبر من عام 2008 تم الحكم على لودميلا بروزوفا العضوة الوحيدة الباقية على قيد الحياة والتي كانت في ذلك الوقت من الذين قاموا بمحاكمة ميلادا هوراكوفا، وكانت تبلغ من العمر 86 عاما بالسجن لمدة ست سنوات بسبب مساعدتها في القتل القضائي لميلادا هوراكوفا. ثم تم الإفراج عنها في ديسمبر من عام 2010 بسبب عمرها وسوء صحتها وتوفيت في 15 يناير 2015 .

## العائلة
هرب زوج ميلادا هوراكوفا، بوهوسلاف هوراك، والذي تمكن من تجنب الاعتقال في عام 1949، إلى ألمانيا الغربية واستقر في وقت لاحق في الولايات المتحدة. ولم تستطع ابنتهما، يانا البالغة من العمر 16 عاما الذهاب مع والدها إلا في عام 1968 .

## فيلم ميلادا
تم إصدار فيلم روائي بأسم - ميلادا - Milada عن حياة ميلادا هوراكوفا في نوفمبر 2017. ولعب دور هوراكوفا الممثلة آيليت زورر .

## وصلات خارجية
- ميلادا هوراكوفا على موقع الموسوعة البريطانية (الإنجليزية)

- via radio.cz with RealAudio stream version
- Brief biography
- lettersofnote.com